# 가사야나기 쓰바사
가사야나기 쓰바사(일본어: 笠柳 翼, 2003년 6월 24일~)는 일본의 축구 선수이다.

## 구단 경력
그는 2022년 J2리그의 V-파렌 나가사키에 입단했다.